# SliTaz
SliTaz GNU/Linux – dystrybucja Linuksa typu Live CD.
Spośród innych dystrybucji wyróżnia się niewielkim rozmiarem – obraz płyty zajmuje 50 MB.

## Funkcjonalność
SliTaz korzysta z graficznego serwera Xvesa, co zapewnia kompatybilność z szeroką gamą kart graficznych. Lekki menadżer okien Openbox zapewnia niewielkie zużycie zasobów komputera. Dystrybucja obsługuje karty dźwiękowe (ALSA), przewodowe i bezprzewodowe karty sieciowe, zapewnia obsługę standardu USB oraz kart PCMCIA.
Przy uruchamianiu cała zawartość płyty zostaje rozpakowana i skopiowana do pamięci RAM, dzięki czemu po uruchomieniu zwalnia się miejsce w napędzie CD-ROM. Istnieje możliwość zainstalowania systemu na pendrivie lub dysku twardym.
Dystrybucja publikowana jest w dwóch odmianach: stable (wersja stabilna) oraz cooking (wersje rozwojowe, 32-bitowe i 64-bitowe). Istnieje również wersja dla Raspbery Pi Model 1.

## Tiny SliTaz
Wersja z minimalnymi wymaganiami procesora 386SX z 4 MB pamięci RAM, nie zawierająca środowiska graficznego, powstała około 2011. Tiny SliTaz zawiera kernel Linuksa 2.6.14, biblioteki uClibc i busybox. Na dedykowanej stronie można skomponować cały system wybierając odpowiednie pakiety. Może zmieścić się na dyskietce 1.44 MB.

## Pakiety
Funkcjonalność systemu można rozszerzyć za pomocą pakietów ściąganych z repozytorium poprzez graficzny lub tekstowy menedżer pakietów.

## Wymagania sprzętowe
- minimalne: procesor 486, 128 MB pamięci RAM

## Uruchamianie
SliTaz może być ładowany z:
- dyskietki – w tym wypadku główny system plików (rootfs) musi być dostępny na innym nośniku lub ściągnięty z sieci
- płyty CD-ROM
- dysku twardego
- pamięci USB
- maszyny wirtualnej VirtualBox lub VMware
- sieci lokalnej (PXE)
- sieci internet (gPXE)